# Läby socken

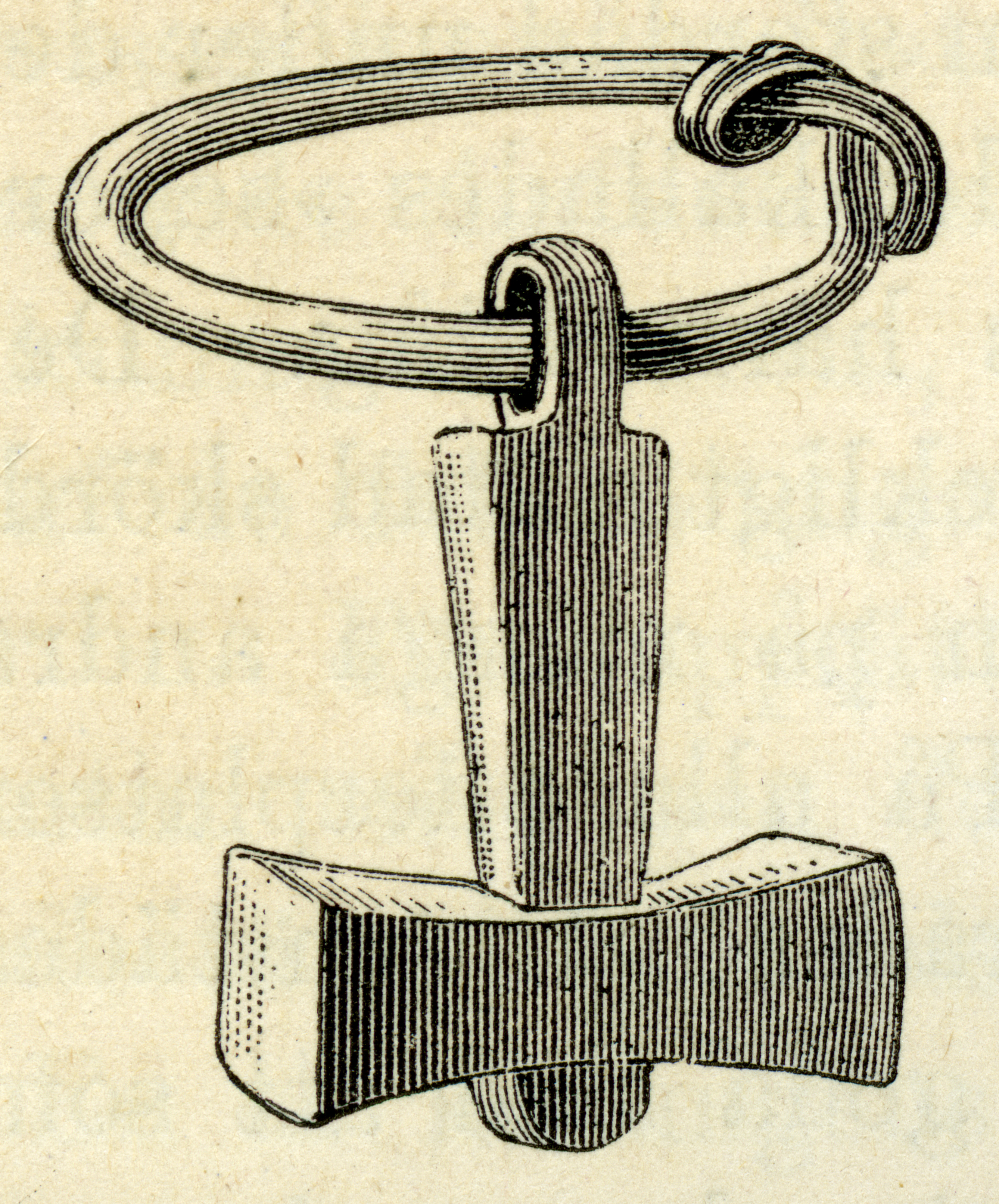
Torshammare av silver funnen i Läby socken på 1770-talet.

Läby socken i Uppland ingick i Ulleråkers härad, ingår sedan 1971 i Uppsala kommun och motsvarar från 2016 Läby distrikt.
Socknens areal är 13,75 kvadratkilometer varav 13,71 land.  År 1950 fanns här 163 invånare.  Byn och numera stadsdelen Kvarnbo samt kyrkbyn Läby kyrkby med sockenkyrkan Läby kyrka ligger i socknen.   

## Administrativ historik
Läby socken har medeltida ursprung. Läby socken hade 1950 samma omfattning som på 1500-talet.
Vid kommunreformen 1862 övergick socknens ansvar för de kyrkliga frågorna till Läby församling och för de borgerliga frågorna bildades Läby landskommun. 1895 uppgick församlingen i Vänge församling som då namnändrades till Vänge och Läby församling. 1934 utbröts och återbildades Läby församling. Landskommunen uppgick 1952 i Norra Hagunda landskommun som 1971 uppgick i Uppsala kommun. Församlingen uppgick 2006 i Norra Hagunda församling.
1 januari 2016 inrättades distriktet Läby, med samma omfattning som församlingen hade 1999/2000.  
Socknen har tillhört län, fögderier, tingslag och domsagor enligt vad som beskrivs i artikeln Ulleråkers härad. De indelta soldaterna tillhörde Upplands regemente, Bälinge (Uppsala) kompani och Livregementets dragonkår, Norra Upplands och Uppsala skvadron.

## Geografi
Läby socken ligger väster om Uppsala kring Hågaån. Socknen har dalbygd kring ån och är däromkring en småkuperad skogsbygd.
Inom området ligger Läby vad, där en strid utkämpades 1521.

## Fornlämningar
Från bronsåldern finns spridda gravrösen, och skärvstenshögar. Från järnåldern finns fem gravfält. Tre runristningar är funna.

## Namnet
Namnet skrevs 1316 Ladhuby och kommer från kyrkbyn. Efterleden är by, 'gård; by'. Förleden innehåller lada, 'vägbank'. Med detta avsågs vägbanken Läbybron över Hågaån, söder om kyrkan mot Vadbacken.